# Cuộc vây hãm Pirna
Cuộc vây hãm thành Pirna (còn gọi là Cuộc phong toả thành Pirna) là một phần của cuộc chinh phạt Lãnh địa Tuyển hầu tước Sachsen do Vua nước Phổ phát động trong chiến tranh Bảy năm, kết thúc với chiến thắng của Quân đội Phổ vào năm 1756.
Sau khi vua Friedrich II Đại đế chiếm đóng kinh đô Dresden vào ngày 9 tháng 9 năm 1756, Quân đội Sachsen, dưới sự chỉ huy của Frederick Augustus Rutowsky rút lui về phía Nam và cố thủ tại pháo đài Pirna. Họ hy vọng sẽ nhận được sự hỗ trợ của Quân đội Áo dưới sự chỉ huy của Thống chế Maximilian Ulysses Browne - những người đã vượt biên giới tại xứ Bohemia láng giềng.
Song, Quân đội Phổ đánh thắng trận Lobositz, Quân đội Áo phải rút lui. Họ có ý định tiến quân đến thành Pirna, nhưng không thể bắt liên lạc với Quân đội Sahsen. Dù người Sachsen âm mưu vượt sông Elbe và chạy trốn, cuối cùng, họ không thể bảo vệ được pháo đài của mình. Vào ngày 14 tháng 10, Thống chế Rutowski phải đầu hàng, vua Friedrich II Đại Đế giành thắng lợi.
Tổng cộng có 18.000 quân Sachsen đầu hàng Quân đội Phổ. Họ nhanh chóng bị nhà vua Friedrich II Đại Đế sáp nhập một cách bạo ngược vào Quân đội Phổ - một hành vi đã bị nhiều người phê phán - kể cả người Phổ. Không ít hàng binh Sachsen sau này đã rời bỏ quân ngũ và đứng về phía Áo để giải phóng quê hương - với việc toàn bộ các trung đoàn Sachsen đã chuyển phe trong trận chiến tại thành Praha vào năm 1757.